# Liebenau (Gößweinstein)
Liebenau ist ein Gemeindeteil des Marktes Gößweinstein im Landkreis Forchheim (Oberfranken, Bayern).

## Geografie
Der in der Wiesentalb gelegene Weiler Liebenau liegt etwa fünf Kilometer südsüdöstlich des Ortszentrums von Gößweinstein auf einer Höhe von 542 m ü. NHN. Der Weiler ist heute mit dem westlich gelegenem Nachbarort Kleingesee zusammengewachsen.

## Geschichte
Durch die zu Beginn des 19. Jahrhunderts im Königreich Bayern durchgeführten Verwaltungsreformen wurde Liebenau mit dem zweiten Gemeindeedikt 1818 zum Bestandteil der eigenständigen Ruralgemeinde Kleingesee. Im Zuge der Gebietsreform in Bayern wurde Liebenau zusammen mit der Gemeinde Kleingesee zu Beginn des Jahres 1972 in den Markt Gößweinstein eingegliedert. 1970 zählte Liebenau 56 Einwohner.

## Verkehr
Eine von Kleingesee kommende Gemeindeverbindungsstraße durchquert den Ort und führt weiter nach Trägweis. Vom ÖPNV wird der Ort direkt nicht bedient, die nächste Bushaltestelle des VGN befindet sich in Kleiingesee. Der nächstgelegene Bahnhof befindet sich in Pretzfeld und liegt an der Wiesenttalbahn.